# Tobias Rau
Tobias Rau (31 de diciembre de 1981) es un exfutbolista alemán, se desempeñaba como lateral izquierdo y su último club fue el Arminia Bielefeld.

## Trayectoria

### Wolfsburg
Rau nació en Braunschweig, Baja Sajonia. Después de hacer su debut profesional en las ligas inferiores con el club local Eintracht Braunschweig, pasó a los profesionales con el VFL Wolfsburg.
Rau acumuló 52 apariciones oficiales para este último equipo. Su debut en la Bundesliga se produjo el 18 de agosto de 2001, con 52 minutos como titular en un empate 1-1 en casa contra el SC Freiburg.

### Bayern de Múnich
En junio de 2003, las sólidas actuaciones de Rau llamaron la atención del poderoso FC Bayern de Múnich. Sin embargo, varias lesiones graves y la dura competencia de los franceses Willy Sagnol y Bixente Lizarazu restringieron sus posibilidades a 19 juegos en todas las competiciones (con ocho más para el equipo de reserva).

### Arminia Bielefeld
En el verano de 2005, Rau fichó por el Arminia Bielefeld, donde también sería suplente y sufriría graves lesiones (sólo un promedio de ocho partidos de liga en cuatro años) y fue liberado el 30 de junio de 2009 antes de anunciar su retiro el 6 de julio.

### Selección nacional
Rau jugó siete veces con Alemania, todas en 2003. Su debut se produjo el 12 de febrero en un amistoso con España disputado en Palma de Mallorca, y su único gol contribuyó a la derrota en casa de Canadá por 4-1 el 1 de junio.

## Clubes
| Club                | País     | Año       |
| ------------------- | -------- | --------- |
| Eintracht Brunswick | Alemania | 1999-2001 |
| VfL Wolfsburgo      | Alemania | 2001-2003 |
| Bayern de Múnich    | Alemania | 2003-2005 |
| Arminia Bielefeld   | Alemania | 2005-2009 |